# Hadnagy Bálint
Hadnagy Bálint (Valentinus Hungarus, Magyar Hadnagy Bálint) (1460-as évek– 1537 után) székely származású pálos rendi szerzetes, a rend történetírója, asztrológus. Ő az első pálos szerzetes, akinek 1511-ben kiadott műve nyomtatásban ránk maradt.

## Élete és munkássága
Munkáiban magára következetesen „Bálint atyaként” hivatkozik. A Hadnagy lehet családnév, de lehet egyúttal személyjelző név is, amelyet Bálint atya úgy szerezhetett, hogy mielőtt a pálos rendbe lépett, katonai pályán mint hadnagy működött.
A krakkói egyetemen szerezte ismereteit, 1490-től a pálos rend budai Szentlőrinc kolostorában élt, ahol 1507-ben már mint hitszónok működött. 1507-ben Lórándházi István, a rend legfőbb vezetője (generális perjele), akinek titkára volt Hadnagy Bálint, azzal bízta meg, hogy készítse el Remete Szent Pál hiteles életrajzát, amelyet 1507. november 18-án be is fejezett. Ez különböző kiegészítésekkel 1511-ben Velencében nyomtatásban is megjelent. E részben kompilált, részben eredeti fogalmazású művébe Szent Jeromos Szent Pál-életrajzán kívül beleszőtte a szent testének a budaszentlőrinci kolostorba való átvitelét, ünnepének olvasmányait, a csodákat, valamint Jézus életéről szóló elmélkedéseket, imákat, Mária tiszteletére írt beszédet, zsoltárokat is. Kiegészítései közül említést érdemelnek a Szent Pál életéből vett breviáriumi olvasmányok és a budaszentlőrinci sírnál történt csodák jegyzéke. Folytatta Gyöngyösi Gergely rendtörténeti munkáját (Vitae fratrum). 1532-1536 között pálos rendfőnök volt. Művei méltó emléket állítanak a középkori pálosok szellemi életének és egyszersmind imádságos lelkületének.

## Önálló művei
- A krakkói egyetemi könyvtár ősnyomtatványai között volt egy 1497-ben megjelent asztrológiai munkája. Ebből mára a címlapon kívül csak egy lapja maradt ránk.[4] A címlap élén a következő mondat áll : Jupiter dominus anni, Mars particeps. Alatta fametszetben Jupiter és Mars alakja, azután Krakkó város képe és a cím: Practica anni M. CCCC. XCVII. fratris Valentini ordinis heremitarum sancti Augustini, artium baccalarii famosissimi. A nyomtatás éve és helye nincs megjelölve, de nagy valószínűséggel 1496 végén Krakkóban nyomtatták. A második levélen, mely csak hiányosan maradt fönn, jóslatok állnak. Többek között a krakkóiaknak a pestis pusztítását helyezi kilátásba, a budaiakat pedig azzal ijeszti, hogy városuk lázadások színhelye lesz. E két töredék folytán nyugodtan kalendáriumnak, mégpedig 16. századi kalendáriumaink közvetlen előzményének tekinthetjük.[5]
- Vita divi Pauli priori heremite. első kiadása Krakkó (?), 1507, második kiadás: Velence, 1511 (ennek egyik példánya ma a római Biblioteca Angelica-ban található). A könyv 1507. évi kiadása mindeddig nem került elő, noha állítólag ezt ismerték, használták.[6] Több fametszet is található benne, az egyiken egy páncélos lovag, a másodikon Szent Pál halála (lásd a galériát). Az utóbbi kép azért készült, hogy Szent Pált a hagyományokhoz híven ábrázolja és ellentmondjon azoknak, akik őt ujjatlan tunikában ábrázolták. A kép ugyanis Szent Pált pálmaháncsból font ruhában mutatja be, úgy hogy a Szent a pusztában élt. Ez a háncsból készült ruha attribútuma maradt a világ hiúságát megvető remetének, amelyhez a Szent ábrázolásánál szigorúan ragaszkodtak. Továbbá az első, Szent Pál életét tárgyaló részben, amely nyolc fejezetre oszlik, a fejezetek egy-egy álló vagy fekvő képpel vannak díszítve. A hatodik kép Szent Antal látogatását és a hollóhozta kenyérrel való megvendégelését ábrázolja, a nyolcadik képen pedig az a jelenet van megörökítve, amint Szent Antal az oroszlánok által vájt gödörbe temeti Szent Pált.[7]
- Translacio sancti Pauli. Ez a Vita divi Pauli priori heremite egyik részeként került kinyomtatásra, amelyben Remete Szent Pál tetemeinek Egyiptomból Konstantinápolyba, innen 1240-ben Velencébe és innen 1381-ben Budára átvitelét, itt a budai királyi kápolnában, majd a Pálos rend budaszentlőrinci kolostorában helyezését írja le és a budaszentlőrinci kolostorban történt csodás gyógyulások jegyzőkönyvét (mirákulumok) ismerteti. Ezek közül négy eset történt a szent remetének budai sírjánál. Két gyermeket súlyos betegen hoztak oda szüleik és fel gyógyulva vittek haza. Egy pesti süket tanuló hirtelen hallását nyerte ott vissza. A szent ereklye őre mérges kígyómarás következményeitől szabadult meg a Remete Szent Pál koporsóját fedő üveglap érintésénél. Említésre méltó, hogy az Acta Sanctorum kiadvány első kötetében, melyet Bollandus 1643-ban bocsátott közre, Remete Szent Pál régi életrajzai után következő Historia translacionis ex fide digno codice descripta fejezet szövege teljesen megegyezik Hadnagy Bálint írásával.[8]
- Sarbak Gábor: Miracula Sancti Pauli primi heremite. Hadnagy Bálint pálos rendi kézikönyve, 1511; Kossuth Egyetemi, Debrecen, 2003 (Agatha)

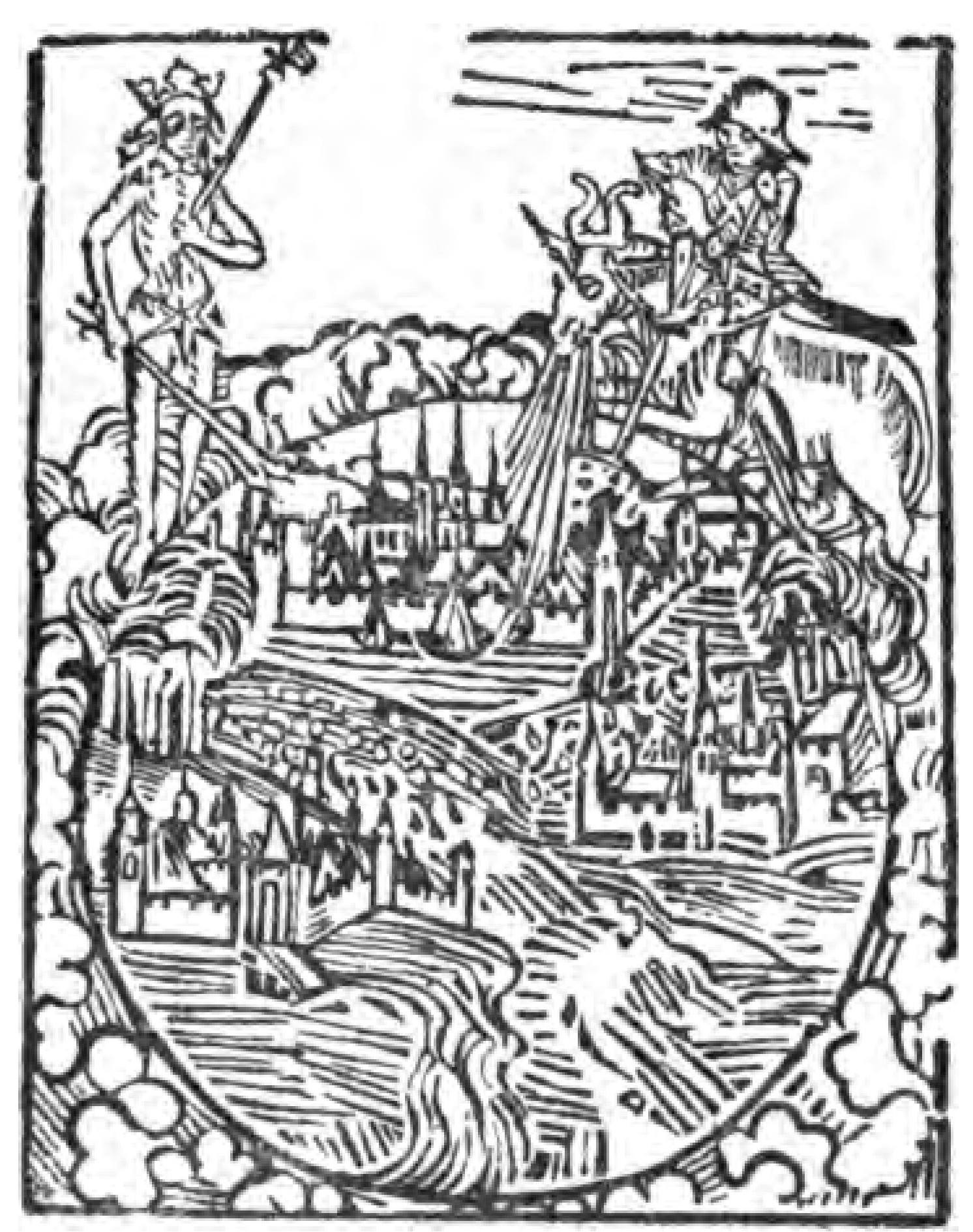
Az 1497-ben megjelent asztrológiai munkájának egyik lapja.
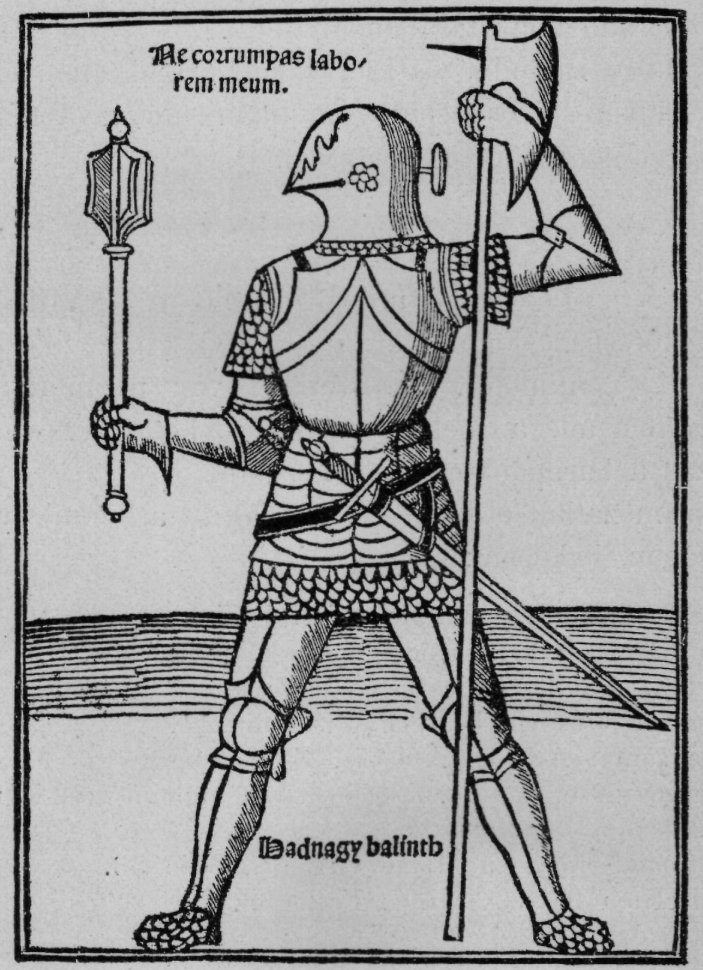
A Vita divi Pauli priori heremite első fametszete, amely valószínűleg a szerzőt, Hadnagy Bálintot ábrázolja.
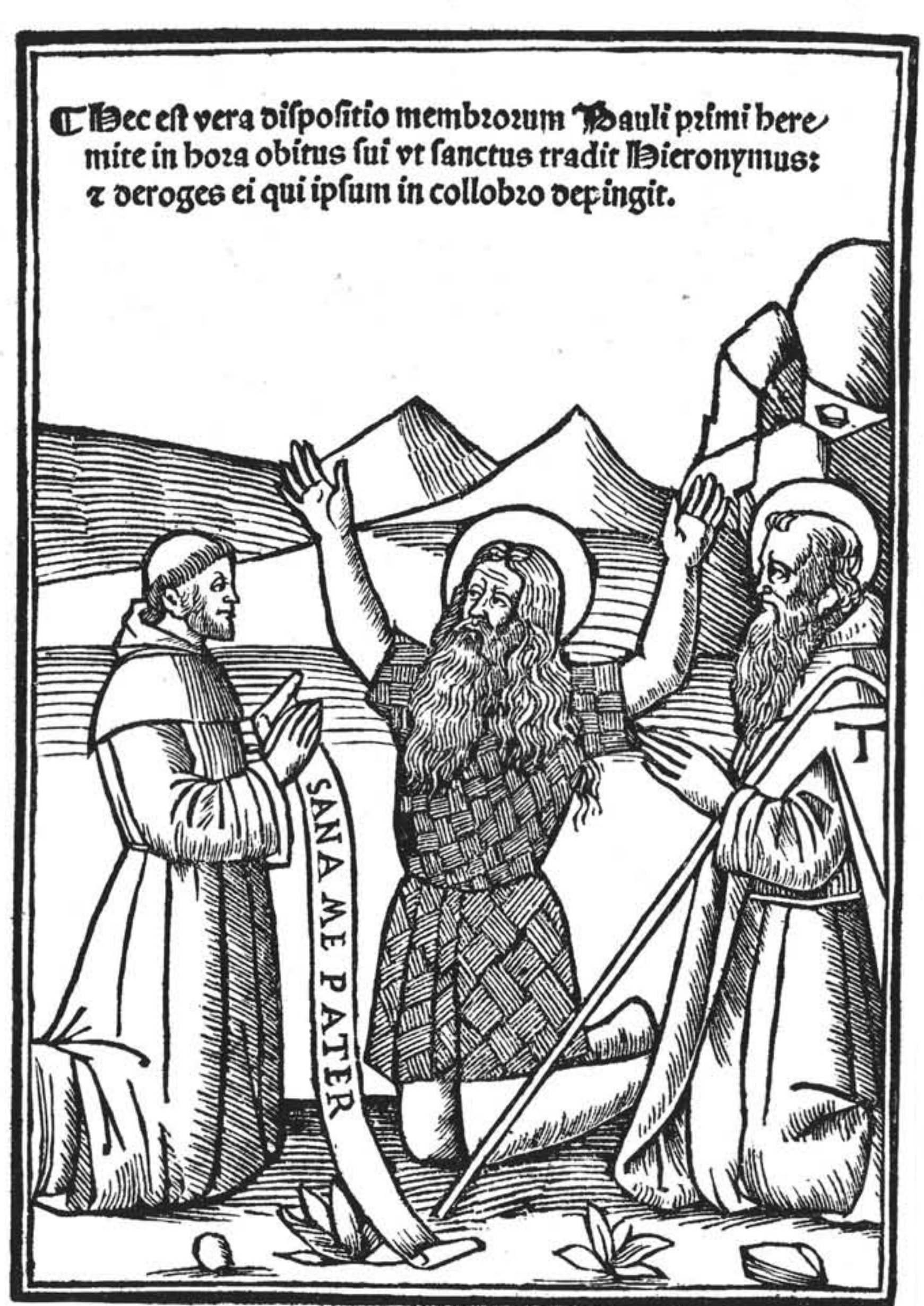
A Vita divi Pauli priori heremite második metszete, amely Szent Pál halálát ábrázolja. A felirat: „sana me Pater”, vagyis „Gyógyíts meg, Atyám!”.
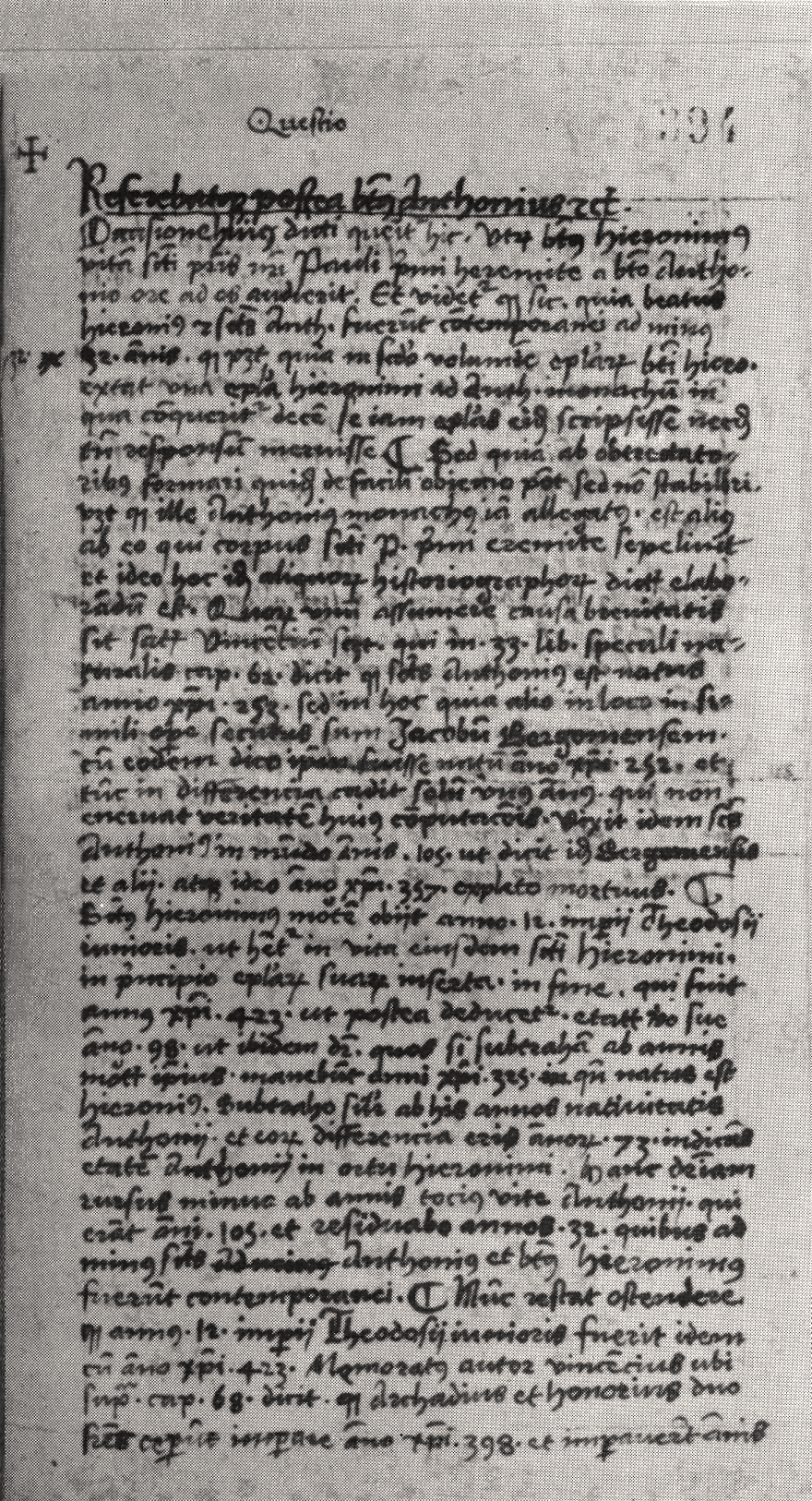
Hadnagy Bálint kézírása egy Szent Jeromos műveit tartalmazó 1489-es kiadású bázeli ősnyomtatványban.